# Пробощевиці
Пробощевиці (пол. Proboszczewice) — село в Польщі, у гміні Йонець Плонського повіту Мазовецького воєводства.
Населення — 224 особи (2011).
У 1975-1998 роках село належало до Цехановського воєводства.

## Демографія
Демографічна структура станом на 31 березня 2011 року:
|          | Загалом | Допрацездатний вік | Працездатний вік | Постпрацездатний вік |
| -------- | ------- | ------------------ | ---------------- | -------------------- |
| Чоловіки | 114     | 25                 | 80               | 9                    |
| Жінки    | 110     | 18                 | 62               | 30                   |
| Разом    | 224     | 43                 | 142              | 39                   |